# Retentionsbodenfilter

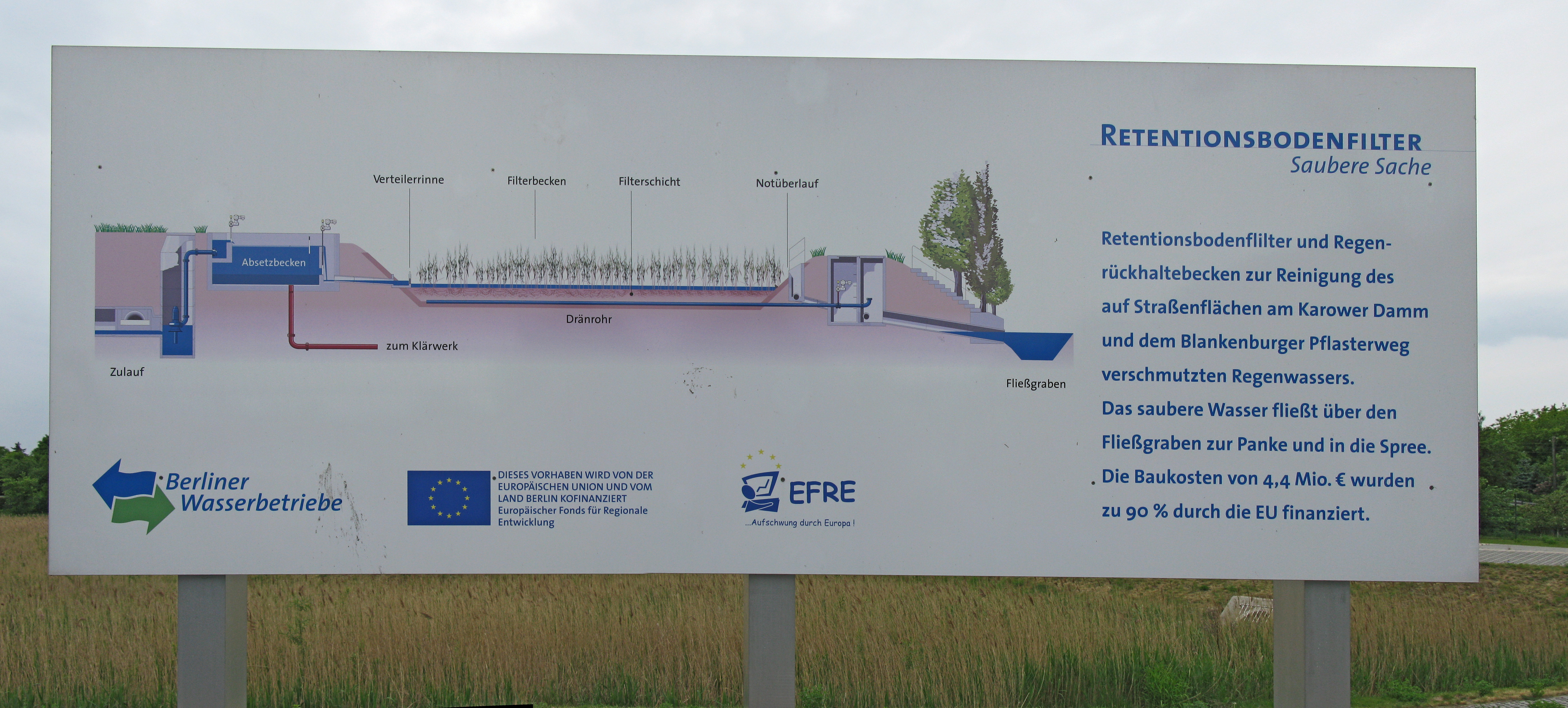
Informationstafel eines Berliner Retentionsbodenfilters

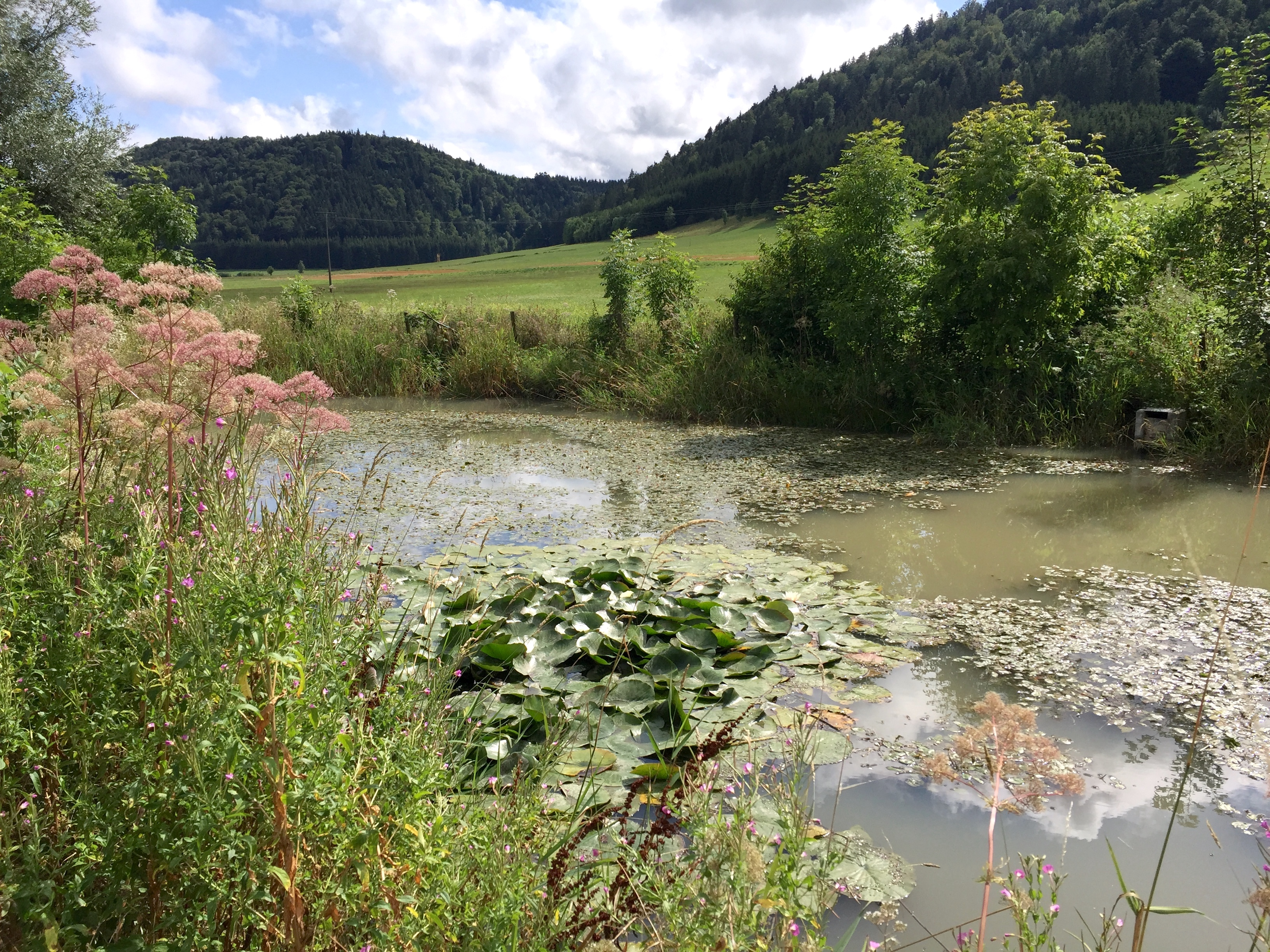
Retentionsfilterbecken Katzensteige bei Tieringen

Retentionsbodenfilter (RBF) gehören zur Gruppe der Filteranlagen bzw. Abwasserbehandlungsanlagen. Als Bestandteile eines Entwässerungssystems dienen sie der weitergehenden Behandlung der Entlastungsabflüsse des Mischsystems oder reinigen im Rahmen der Regenwasserversickerung stark verschmutzte Abflüsse aus Trennsystemen und der Straßenentwässerung.
Die Dimensionierung von RBF erfolgte früher nach der zulässigen „Stapelhöhe“ (= hydraulische Filterbelastung; Trennsystem: max. 40 m × a−1, Mischsystem max. 30 m × a−1). Seit der Umstellung des maßgeblichen Arbeitsblattes DWA-A 178 ist stattdessen die maximale spezifische Filterflächenbelastung durch AFS63 auf bkrit ≤ 7kg/(m²·a) festgelegt worden.
RBF sind als verfahrenstechnische Einheit obligatorisch zweistufige Konstruktionen aus einem offenen Rückhaltebecken zur Leichtstoffabscheidung und Partikel-Sedimentation (Fangbecken) kombiniert mit einem nachgeschalteten bewachsenen und sohlgedichteten Bodenfilter. Namensgebend für RBF ist ein über dem Bodenfilter befindlicher Speicherraum (Retentionsraum), der hydraulischen Stress/Zuflussspitzen abpuffert oder kurzfristige Überstauungen ermöglicht.
Ingenieurtechnisch wird bei dem zentralen Bodenfilter zwischen Vertikalfiltern (Durchströmung von oben nach unten) und Horizontalfiltern (seitliche Durchströmung) sowie nach der Verweilzeit des Wassers im Bodenfilter (Betriebsart: Dauerstau oder freier Ablauf) differenziert.
RBF reinigen infiltrierendes Wasser während der Passage durch den belebten und stark sorbierenden Oberboden in den Untergrund. Das gereinigte Wasser wird von einer Drainage gesammelt und kann über ein Ablaufbauwerk in ein Gewässer eingeleitet oder durch Versickerung zur Grundwasserneubildung beitragen.
Der namensgebende Retentionsraum oberhalb des Bodenfilters dämpft durch Zwischenspeicherung und gedrosselte Ableitung Abflussspitzen und trägt so zur hydraulischen Entlastung der Kanalisation bei.

## Historische Entwicklung
Die Entwicklung von Bodenfiltern zur Niederschlagswasserbehandlung basiert auf Erfahrungen aus Pflanzenkläranlagen (Bepflanzung, Substrate). Speziell durch ihre Betriebsweise (nur temporäre Einstauphasen) unterscheiden sich Retentionsbodenfilter aber deutlich von Pflanzenkläranlagen, die für einen kontinuierlichen Abwasseranfall konzipiert sind.
Der erste Retentionsbodenfilter wurde 1988 in Sinsheim-Waldangelloch (Baden-Württemberg) in Betrieb genommen. Eine Betriebsuntersuchung dieser Anlage ergab so gute Reinigungsleistungen, dass seitdem eine Vielzahl weiterer Anlagen geplant und gebaut wurde. Die Bemessung und Konstruktion wurden dabei stetig weiterentwickelt.

## Bauteile
Hauptkomponenten sind:
- Vorstufe:
  - im Mischsystem: Regenüberlaufbecken, möglichst als Durchlaufbecken
  - im Trennsystem und bei der Straßenentwässerung: Regenklärbecken / Grobstoffrückhalt
- Zulaufbauwerk
- Retentionsraum
- Bepflanzung mit Schilf
- Filterkörper
- Abdichtung
- Ablaufbauwerk mit Drosselorgan und ggf. Ablaufmessung
- Entlastungsbauwerk mit Filterbeckenüberlauf
- Umzäunung

Weiterführende Informationen zu technischen Anforderungen und baulichen Ausführungsmöglichkeiten sind verschiedenen Regelwerken (z. B. DWA-Arbeitsblatt 178, ATV Arbeitsblatt 138) sowie den Broschüren der Landesanstalt für Umweltschutz Baden-Württemberg und dem Handbuch für Bodenfilter des Umweltministeriums Nordrhein-Westfalen zu entnehmen.

## Filtermaterialien
Da RBF kurzfristig mit großen Wasservolumina beaufschlagt werden, ist eine wesentliche Anforderung an das Filtermaterial eine dauerhafte strömungstechnische Belastbarkeit und eine ausreichende hydraulische Durchlässigkeit (Durchlässigkeitsbeiwert kf 1 · 10−3 bis 1 · 10−6 m × s−1). In der Regel werden hierfür standortnah gewonnene, gewaschene Sande der Körnung 0/2 mm mit dominierendem Mittelsandanteil verwendet. Kantengerundete („fluviatile“) Sande mit überwiegend abgerundeter Kornform sind wegen besserer hydraulischer Eigenschaften und hoher physikalischer Stabilität zu bevorzugen. Sie fördern gleichzeitig die Ausbildung von Biofilmen und die Durchwurzelung der Filtervegetation.
Von zentraler Bedeutung sind Filtersubstrate für die Reinigungsleistung der RBF gegenüber infiltrierten Wässern. Die Bodenmatrix beeinflusst durch die mechanische Filtration partikulärer Wasserinhaltsstoffe im Porensystem sowie chemisch-physikalische (Adsorption, Ionenaustausch, Fällung, Komplexierung) und biologische Prozesse (Abbau, Transformation, Aufnahme) die Reinigungskapazität. Zusätzlich erfolgt eine „indirekte Bindung“ von Wasserinhaltsstoffen durch die Wasserspeicherkapazität des Bodenkörpers, wodurch sich die Kontaktzeit verlängert und Sorption, Aufnahme und mikrobieller Abbau begünstigt werden.
Die Reinigungskapazität sandiger Filtersubstrate basiert im Wesentlichen auf mikrobiellen Schadstoffumsetzungen; Sorptionsprozesse werden dagegen durch die relativ geringe Kationenaustauschkapazität von Sanden (< 5 meq / 100 g) begrenzt; Angaben für die erforderliche Filterfläche liegen bei 100 m2 / ha Ared (= 1 % von Ared).
Die Leistungsfähigkeit technischer Filtersande kann jedoch durch Beimengung reaktiver Materialien gezielt angepasst werden, um bestimmte Eigenschaften zu erreichen (Melioration). Diese Zuschlagstoffe erhöhen relativ zum Filtersand die Sorptionskapazität oder verbessern selektiv die Rückhaltung bestimmter Stoffgruppen. Daneben können sie gezielt hydraulische Bedingungen des Filtermaterials beeinflussen. Aus Kostengründen ist die Anwendung technischer Ionenaustauscher oder Aktivkohle sehr beschränkt.
Da das Filtermaterial dem Grundwasserschutz dient, sind höchste Anforderungen an die Materialauswahl und -aufbereitungen sowie die Qualitätskontrollen aller Substratkomponenten vor und während des Filtereinbaus erforderlich. Detaillierte Auswahlkriterien und Anforderungen an die Substrateigenschaften sind in dem Handbuch Retentionsbodenfilter aufgeführt.

## Filterbepflanzung
Die Bepflanzung der RBF erfolgt primär mit dem Ziel, um durch permanente Wurzelaktivität ein lockeres, hydraulisch durchlässiges Substrat zu erhalten, was der Tendenz zu Verschlämmung und Verkrustung der Filteroberfläche (Kolmation) entgegenwirkt. Eine intensive Durchwurzelung stabilisiert daher langfristig die Filterfunktion.
Der Schattenwurf erzeugt Oberflächennah ein feucht-kühles Mikroklima, zudem dämpft die isolierende Vegetation jahreszeitliche Temperaturschwankungen über dem Bodenfilter. Beides fördert die Lebensbedingungen oberflächennah siedelnder Mikroorganismen deutlich.
In der Rhizosphäre stimulieren Wurzelaerenchyme (Belüftung) und -exudate den mikrobiellen Schadstoffabbau im Boden.
Weitere positive Aspekte der Filtervegetation sind die Reduktion des Sickerwasservolumens durch Transpiration sowie Entzug von N, P und Metallen.
Nach dem Absterben trägt die organische Substanz zur Ausbildung eines „Raumfilters“ und als zusätzliches Sorbens bei.
Die Bepflanzung erfolgt oftmals mit Schilfrohr (Phragmitis communis), obwohl dieser kein typischer Bewuchs sandiger Substrate ist. Da er sich nicht spontan ansiedelt, muss er künstlich etabliert werden. Dies kann mit Setzlingen, Rhizompflanzungen, Einsetzen von Schilfballen oder Auslegung von Schilfmatten geschehen. Setzlinge sind erst nach drei Vegetationsperioden flächendeckend entwickelt, währenddessen die Filterfläche durch Verschlämmung (Kolmation) oder Aufkommen einer Spontanvegetation gefährdet ist. Vorfabrizierte Schilfmatten erzielen demgegenüber schneller einen deckenden Bewuchs, wodurch der RBF früher betriebsfähig ist.
Da nichteingestaute RBF aufgrund längerer Trockenphasen nicht zu den idealen Besiedlungszonen von Phragmitis gehören, sind seine physiologischen Ansprüche oftmals nicht oder nur unzureichend erfüllt und Bestandsausfälle der Schilfvegetation die Folge. Daher werden auch andere geeignete Pflanzen mit breiterer ökologischer Feuchteamplitude (Zeigerwerte nach Ellenberg) wie Gräser (Ansaat oder Rollrasen), Schwertlilien,  Rohrkolben, Wasserschwaden, Binsen u. a. gezielt eingesetzt.

## Kosten
Die Kosten eines RBF setzen sich zusammen aus den Bau- und Materialkosten sowie den darauf folgenden Betriebskosten. Bei der Kalkulation der Baukosten ist zu beachten, dass neben den reinen Materialkosten und Arbeitskosten weitere Faktoren wie z. B. Transportkosten von Substraten und Pflanzen u. ä. berücksichtigt werden müssen. Literaturangaben aus NRW zeigen daher für die verschiedenen Baugewerke z. T. weite Spannen. Durchschnittlich setzt sich in NRW die Bausumme zu 51 % aus den Erd- und Drainagearbeiten zusammen, gefolgt von Zu- und Ablaufbauwerken (21 %) sowie der Filterdichtung (15 %). Die Bepflanzung trägt mit durchschnittlich 3 % zur Bausumme bei.
Der Literatur (Sieker, 2001) sind folgende durchschnittliche Bau- und Betriebskosten zu entnehmen:
- Baukosten: ca. 2,40 € / m2Ared
- Betriebskosten (Wartung, Grünpflege): 0,01 € / m2Ared × a
- Jahreskosten (geschätzt): 0,13 € / m2Ared

In der Planungsphase können die Kosten gedämpft werden durch frühzeitige und grundlegende Integration der Regenwasserbewirtschaftung im Einzugsgebiet, durch Berücksichtigung naturräumlicher Randbedingungen (Geologie, Topographie, Hydrogeologie) und der Siedlungsstrukturen (Raumplanung, Baukörperformen) sowie der Beschaffenheit des anfallenden Niederschlagswassers und der Behandlungsziele. Weitere kostendämpfende Faktoren sind der Einbau geeigneter standortnaher Sande, die Mitnutzung bestehender Anlagen und eine kompakte Baudurchführung.
Die mittlere Nutzungsdauer von RBF wird auf 25 Betriebsjahre geschätzt.